# Crater (filme)
Crater é um filme americano de 2023, dos gêneros aventura e ficção científica, dirigido por Kyle Patrick Alvarez a partir de um roteiro de John Griffin.

## Elenco
- Mckenna Grace como Addison
- Isaiah Russell-Bailey como Caleb
- Billy Barratt como Dylan
- Orson Hong como Borney
- Thomas Boyce como Marcus
- Scott Mescudi como Michael

## Produção
O roteiro de John Griffin foi inicialmente apresentado na Lista Negra de 2015, uma lista anual dos melhores roteiros não produzidos do ano, onde recebeu 34 votos. Em 8 de novembro de 2017, foi anunciado que a 20th Century Fox havia comprado o roteiro de uma proposta do supervisor de efeitos visuais Rpin Suwannath. No entanto, como resultado da aquisição da 21st Century Fox pela Disney, o desenvolvimento do projeto foi interrompido. Shawn Levy estava inicialmente em negociações para dirigir o filme, antes de ser substituído por Kyle Patrick Alvarez em 12 de janeiro de 2021. Levy agora estava contratado para produzir o projeto ao lado de seu parceiro de produção da 21 Laps Entertainment, Dan Levine. Devido à aquisição da Fox, o filme foi transferido para o serviço de streaming da Disney, Disney+, para uma estreia em streaming exclusivo, em vez do tradicional lançamento nos cinemas. O filme teve um orçamento estimado de 53,4 milhões de dólares.
Em março de 2021, Mckenna Grace foi escalada para o filme ao lado de Isaiah Russell-Bailey, Billy Barratt, Orson Hong e Thomas Boyce. Scott Mescudi foi escalado em maio.
As filmagens começaram em 21 de junho de 2021 no Celtic Studios, em Baton Rouge, Louisiana. As filmagens também aconteceram em Los Angeles e duraram até 20 de agosto de 2021.

## Lançamento
O filme foi lançado no Disney+ em 12 de maio de 2023 e foi removido do serviço em 30 de junho de 2023 como parte da retirada de conteúdo do catálogo do Disney+/Hulu. Em resposta à reação negativa em torno disso, foi relançado digitalmente em várias plataformas, incluindo Amazon Prime Video, Vudu e Google Play em 26 de setembro de 2023.

## Recepção
No site agregador de críticas Rotten Tomatoes, 64% das 45 resenhas dos críticos são positivas, com uma classificação média de 6/10. O Metacritic, que usa uma média ponderada, atribuiu ao filme uma pontuação de 65 em 100, baseado em 13 críticos, indicando críticas "geralmente favoráveis".